# Vildmænd
|  | Denne artikel er oprettet af botten Steenthbot ud fra en ekstern database. Den kan derfor have sproglige fejl eller mangler. Denne skabelon kan fjernes efter kontrol af indholdet. |

Vildmænd er en dansk spillefilm fra 2021 instrueret af Thomas Daneskov Mikkelsen. Filmens forventede biografpremiere 11. november 2021 blev udskudt som følge af Angrebet i Kongsberg, men er tidligere blevet vist ved Tribeca Film Festival.

## Handling
Martin er skredet fra det hele. Til Norge. For at bo i naturen og jage sin egen føde. Som en rigtig vildmand. Men da hashsmugleren Musa pludseligt dukker op nær hans lejr – blødende og forslået efter et biluheld – bliver Martins selvrealiserings projekt vendt på hovedet. Snart er det umage makkerpar på flugt gennem den barske fjelde, med norsk politi, Musas rivaler og Martins intetanende hustru lige i hælene.

## Medvirkende
- Rasmus Bjerg, Martin
- Zaki Youssef, Musa
- Bjørn Sundquist, Øyvind
- Sofie Gråbøl, Anne